# 中央转业建设委员会
中央转业建设委员会是已撤销的国务院议事协调机构，负责复员转业军人安置工作。

## 沿革
1950年6月24日，周恩来主持的政务院第三十六次会议通过了中央人民政府人民革命军事委员会、中央人民政府政务院《关于人民解放军1950年的复员工作的决定》。1950年6月30日，中央人民政府人民革命军事委员会、中央人民政府政务院颁布《关于人民解放军1950年的复员工作的决定》，该决定由毛泽东、周恩来签署颁发，其中规定“复员工作的总原则，是服从国家经济建设与国防军建设的需要，并使二者联系起来。”“人民解放军和地方各级人民政府对复员军人必须妥为安置，使之各得其所。”“复员军人须经过一定时期的集中训练，以达到自觉自愿地回乡，并使其复员后能在经济建设中在各种工作岗位上起模范作用……”“中央人民政府人民革命军事委员会与政务院，共同组织中央复员委员会，领导并进行全国复员工作。”该决定是中华人民共和国首次正式颁布实施的关于复员安置工作若干问题决定的纲领性文件，也是对中国人民解放军复员军人安置工作的首次系统阐述。该决定要求在乡以上的各级人民政府和军队团以上的行政机关成立复员委员会，专门负责军人复员的各项事宜。1950年7月4日，中央复员委员会成立，周恩来（政务院总理）任主任，聂荣臻（代总参谋长）任副主任。
1950年7月5日至8月31日，中央复员委员会多次发出补充指示，对复员工作中的注意事项、经费开支标准、复员军人安置等方面作出具体规定。
全军精简整编工作按照中央安排部署进行，到1950年底，陆军缩减2个兵团部、9个军部、27个师部，全军员额共精减17.1%。其中陆军减幅最大，超过陆军总员额四分之一。但因朝鲜战争爆发，根据国家安全需要，刚缩减的军队编制迅速扩大，至1951年底总兵力达627万人，成为中国人民解放军有史以来兵力最多的时期。朝鲜战事稳定之后，1952年春季中国人民解放军开始第二次大整编。
初期的复员军人多来自农村。按照中央人民政府人民革命军事委员会和中央人民政府政务院1951年12月1日颁发的《关于人民解放军1952年回乡转业建设人员处理办法的决定》，自1952年起“复员军人”改称“回乡转业建设军人”，并在全国范围内的土地改革运动中专门预留出部分土地用于安置“回乡转业建设军人”。
1951年12月7日，中共中央撤销“中央复员委员会”，成立“中央转业建设委员会”。随后地方各级政府和部队也分别撤销了复员委员会，成立转业建设委员会。1951年12月15日，毛泽东主席批准了中央转业建设委员会的工作要则，其中规定了地方各级转业建设委员会的主任、副主任均由中共各级委员会、政府和军队的主要负责人担任，同时从民政、财政、交通、兵役各部门抽调专人组成办公室负责复员工作的具体事宜。安置工作要求应使每位转业军人回乡后有房屋住、有土地种、有劳动工具，使之有条件从事生产。
1952年1月31日，中央转业建设委员会主任周恩来，副主任李富春、聂荣臻、薄一波联合签署《关于处理回乡转业建设人员的指示》。1952年3月27日，中央转业建设委员会主任周恩来，副主任李富春、 聂荣臻、薄一波联合签署《中央转业建设委员会关于回乡转业建设军人安置工作的指示》。1952年8月21日，中央转业建设委员会发出《关于加强回乡转业军人安置工作的指示》。
1953年之前复员军人安置工作一直很顺利。但此后随着朝鲜战事平息，大批复员军人（回乡转业建设军人）返乡回城，1954年后复员安置工作出现较多问题。当时针对回乡转业建设军人安置工作的基本原则是“从哪里来，回哪里去”，退役后回原入伍征集地，由当地人民政府负责安置。后鉴于复员转业军人的原籍有城市和农村两类，故又将“回乡转业建设军人”改称“复员建设军人”。1954年10月23日，国务院发布《复员建设军人安置暂行办法》。1955年5月31日国务院全体会议第十次会议通过《国务院关于安置复员建设军人工作的决议》。
对于伤病残军人的安置，1951年4月24日中央人民政府人民革命军事委员会、中央人民政府政务院《关于处理部队中老弱残人员的指示》发布。1952年3月27日中央转业建设委员会对残废人员回乡转业条件作出规定。1952年4月19日中央转业建设委员会、卫生部、军委总后勤部卫生部《关于带病回乡转业建设人员处理问题的指示》发布。1953年2月19日，中央转业建设委员会《关于处理医院中伤病人员回乡转业建设工作指示》发布。
对无家可归的军士、兵士的安置，1954年10月7日国务院、中国人民革命军事委员会《关于处理无家可归的军士、兵士的联合指示》发出，同年11月15日中央转业建设委员会、中国人民解放军财务部、财政部、内务部《关于对无家可归的军士兵士处理安置工作中几个具体问题的联合通知》发出。
1955年7月30日，第一届全国人民代表大会第二次会议通过并颁布施行《中华人民共和国兵役法》，改志愿兵役制为义务兵役制。1955年8月31日，国务院颁布《关于中国人民解放军退出现役干部就业的指示》。自1955年起，国家实行义务兵役制，在征集新兵的同时办理老兵复员。
1956年的安置工作，因各项建设事业大量用人，农村合作社的大批发展以及事先有计划、有准备，所以大体做到了复员军人“随到随安置、随回乡随入社”。经过1956年度的全面整治，复转军人安置工作步入制度化。1958年5月3日，国务院发布《关于处理义务兵退伍的暂行规定》，退伍义务兵本着“从哪里来，回哪里去”的原则安置。
1958年6月9日，国务院秘书厅发出通知，根据1957年11月23日国务院常务会议决定，撤消中央转业建设委员会，其工作分别由中国人民解放军总参谋部动员部和中华人民共和国内务部负责。

## 职责
1951年12月15日，中共中央发出《关于中央转业建设委员会的工作要则给各地的指示电》，规定中央转业建设委员会的任务是负责领导全国各级转业建设委员会，办理一切有关回乡转业建设人员的审查、教育、待遇、遣送、安置等工作和办理其他有关转业建设人员处理的工作，并对此负完全责任。

## 组成人员
| 1950年7月4日中央复员委员会成立时的组成人员是： 主任 - 周恩来 副主任 - 聂荣臻 委员 - 罗荣桓 - 罗瑞卿 - 刘澜涛 - 肖华 - 杨立三 - 安子文 - 谭平山 - 马叙伦 - 章乃器 - 李涛 - 贺诚 - 武新宇 - 戎子和 - 张南生 - 陶希晋 | 1951年12月7日中央转业建设委员会成立时的组成人员是： 主任 - 周恩来 副主任 - 李富春 - 聂荣臻 - 薄一波 委员 - 陈云 - 谢觉哉 - 安子文 - 罗瑞卿 - 肖华 - 徐立清 - 杨立三 - 胡乔木 |

## 办事机构
1951年12月15日，中共中央发出《关于中央转业建设委员会的工作要则给各地的指示电》，规定中央转业建设委员会以傅秋涛为秘书长，武新宇、雷英夫为副秘书长，并以军委人民武装部为基础，同时吸收军委总政治部、总后勤部、总干部部等有关部门组成中央转业建设委员会办公室，中央转业建设委员会及办公机构应通过电报、文件、会议、派人、调人等方法领导全国转业建设工作。历任秘书长、副秘书长是：

| 秘书长 - 傅秋涛（1950年8月—1951年12月，中央复员委员会秘书长；1951年12月—？，中央转业建设委员会秘书长） | 副秘书长 - 武新宇（1951年12月—？，中央转业建设委员会副秘书长） - 雷英夫（1950年8月—1951年12月，中央复员委员会副秘书长；1951年12月—？，中央转业建设委员会副秘书长） |